# Breitspurbahn

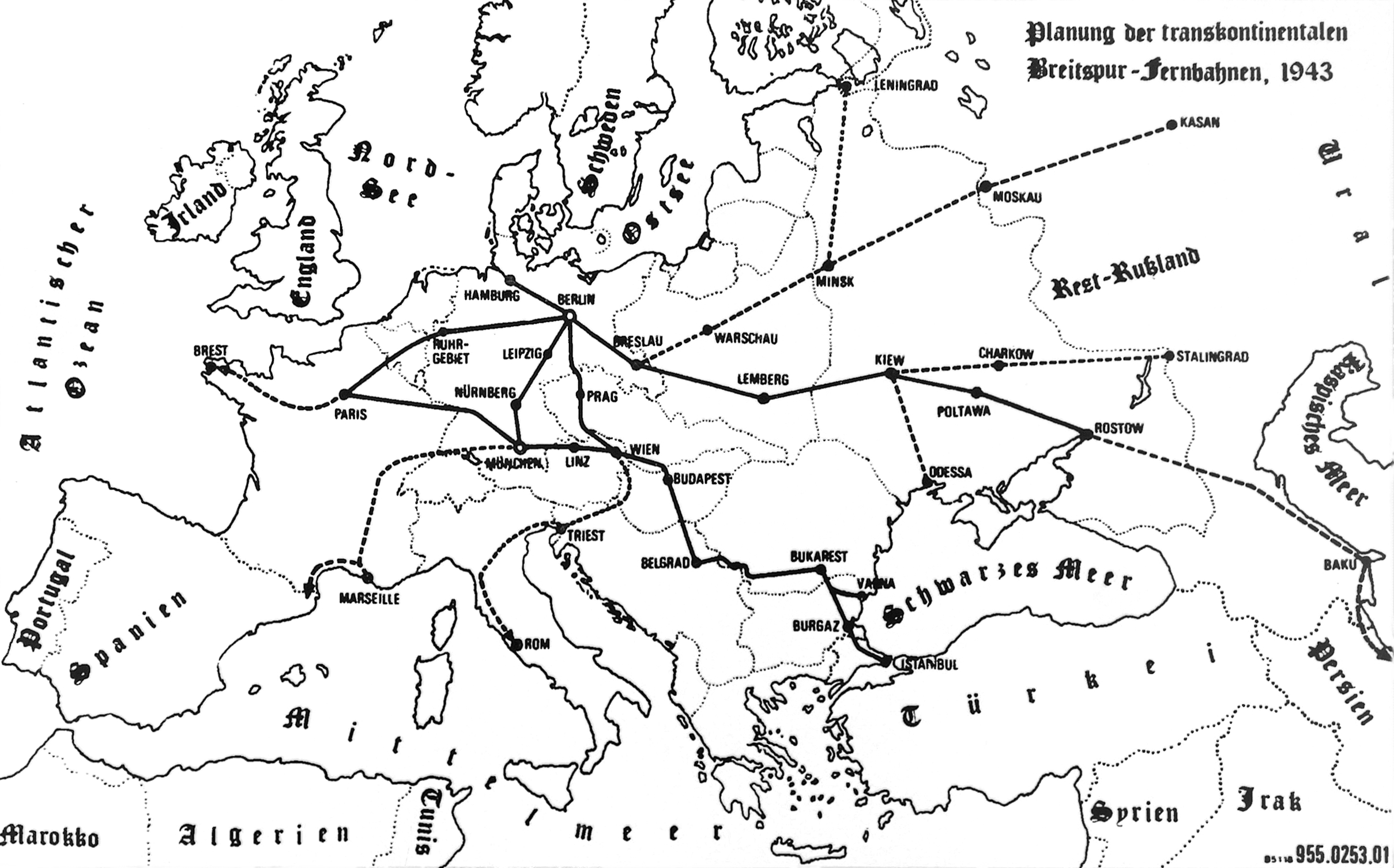
Javasolt útvonal térképe, 1943

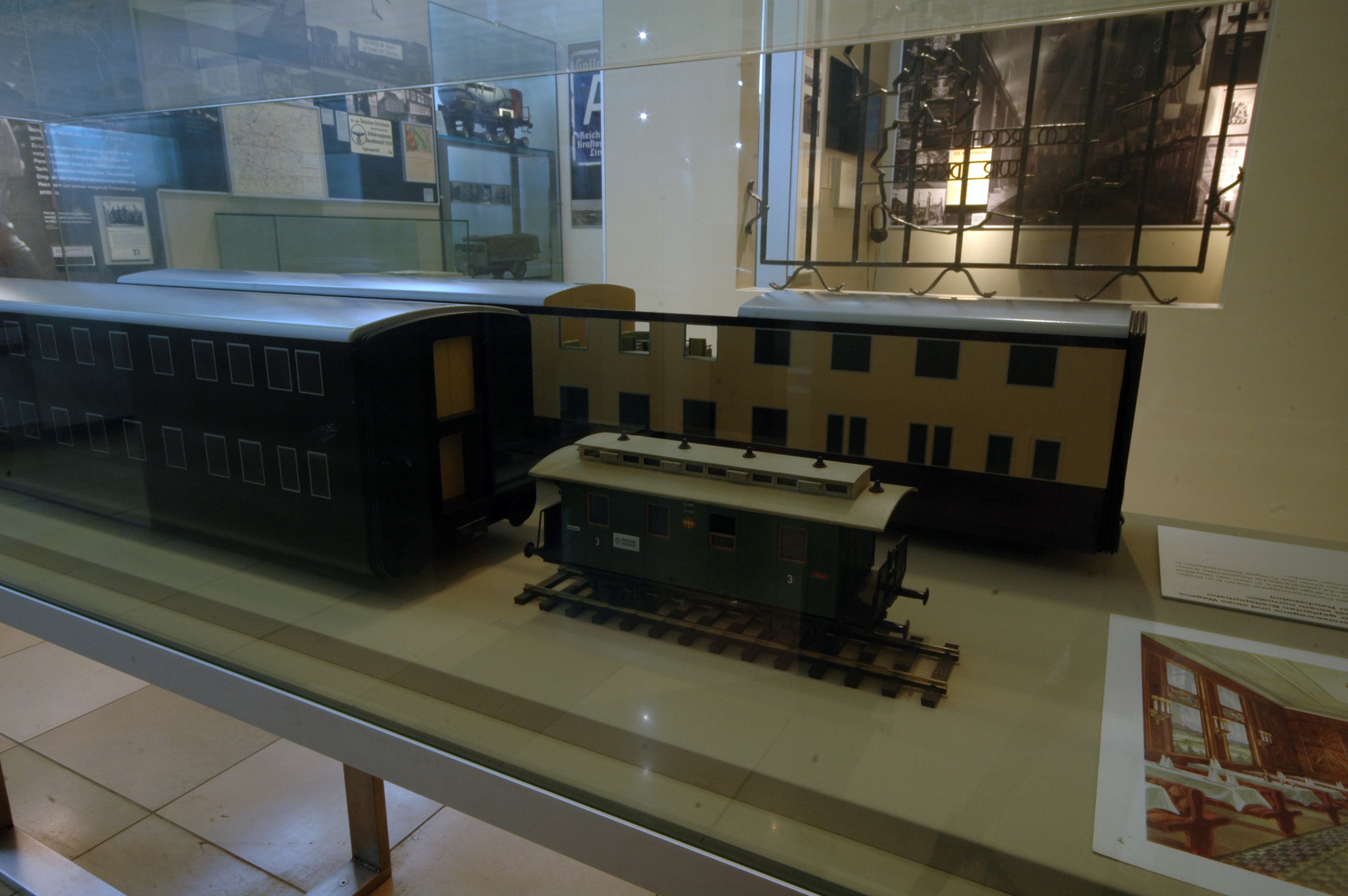
Egy kétszintes vagon modellje a Deutsche Bahn Múzeumban, Nürnbergben

A Breitspurbahn nyomtáva összehasonlítása a normál és orosz nyomtávval

A Breitspurbahn (’széles nyomtávú vasút’) egy nagyszabású vasúti terv volt a Harmadik Birodalom idején. A terv szerint 3 méteres nyomtávú vágányok kötötték volna össze a Német Birodalom legfontosabb városait, melyen kétszintes vonatok közlekedtek volna. Az ötlet Adolf Hitler egyik kedvenc projektje volt. Távlati tervek szerint Európába és Ázsia felé is terjeszkedtek volna a vasúttal, a világháborúban vesztésre álló Németország fogyatkozó tartalékait azonban fontosabb célokra kellett fordítani.

## Története
Az I. világháború után Németországnak súlyos jóvátételeket kellett fizetnie a győztes országoknak. A német vasútnak, a Deutsche Reichsbahnnak, nem volt elegendő pénze a hálózat és a járművek karbantartására. A Machtergreifung után (a hatalom megragadása) Hitler és pártja, a NSDAP, egy jövőbeli háborúra vonatkozó terveket készítettek, és a titkos előkészületek kezdődtek. A tervek közül az egyiknek korszerűsítenie kellett a vasúti hálózatot és növelni a szállítás-kapacitást.
Hitler lelkesen fogadta Fritz Todt javaslatát, aki megtervezte az új, nagy kapacitású Reichsspurbahnt. A vasúti szakértők hevesen bírálták az ötletet, helyette inkább egy négy normál nyomtávú vágányból álló hálózatot javasoltak, mely kompatibilis a már meglévő hálózattal. A szakértők nem tudták elképzelni, hogy szükség lenne egy ilyen nagy kapacitású, a meglévő hálózattal összeférhetetlen rendszerre. A javaslatukat figyelmen kívül hagyva Hitler megparancsolta, hogy a Breitspurbahnt kezdjék el megépíteni Hamburg, Berlin, Nürnberg, München és Linz között.

## A pálya
A Breitspurbahnnak először 4, később már „csak” 3 méter lett volna a nyomtávja, ami több mint kétszerese a normál pályának (1435 mm). A megengedett tengelyterhelés 35 tonna. Arányosan egy ilyen méretű sínpárra egy 6-7 méter széles, 8-9 méter magas szerelvény képzelhető el, ami egy valóságos ház méreteinek felel meg (lásd az illusztrációt). A tervek szerint a vonal villamosítva lett volna, először felsővezeték szerepelt az elképzelések közt, később harmadik sín a vonal mellett. A feszültség 50-100 kV (szemben a mai németországi 15 kV 16,7 Hz, vagy a nagysebességű vonatokon alkalmazott 25 kV 50 Hz helyett) lett volna 50–60 Hz frekvenciával. A pálya mellett emiatt további biztonsági sávra és saját villamos erőművekre lett volna szükség.
Felmerült a betonlemezes pálya ötlete is, melynek előnye az lett volna, hogy a két sínszál közt egy kb. 3 méter széles út is létrejött volna, amit a katonaság autói is tudtak volna használni.

## Járművek
A vonalra az összes akkoriban ismert meghajtású mozdonyból készült terv. Létezett gőzmozdony, dízelmozdony, gázturbinás mozdony és villamosmozdony terv is. A személyvonatok 200–250 km/h-val, a tehervonatok 100 km/h-val közlekedtek volna.
A személyvagonok kétszintesek lettek volna, négytengelyes forgóvázakkal.
A személyszállításhoz készült mozdony vontatta vonat és motorvonat terv is. A vonatokon lett volna étkezőkocsi, hálókocsi, személykocsi, mozi, konyha, személyzeti szállás, fürdő és zuhanyzó is.
A tehervagonok 8 (4+4) tengelyesek lettek volna, ráadásul konténerrendszert is terveztek hozzájuk.
Néhány személyvagon modellje megtekinthető a Nürnbergben található Verkehrsmuseum Nürnberg múzeumban.

## Megvalósítás
A tervekből vázlatokon kívül semmi sem valósult meg – ahogy Hitler több más grandiózus, megalomán ötlete is papíron maradt. Így az sem derült ki, hogy a valóságban a projekt technikailag mennyire lett volna működőképes.

## Javasolt útvonalak
- Kelet-Nyugat: Rosztov-na-Donu - Doneck - Poltava - Kijev - Lviv - Krakkó - Katowice - Wrocław - Cottbus - Welthauptstadt Germania (Berlin) - Hannover - Bielefeld - Ruhr-vidék - Aachen - Liège - Saint-Quentin - Párizs
- Észak-Délkeleti: Hamburg - Wittenberg - Welthauptstadt Germania (Berlin) - Lipcse - Gotha - Bamberg - Nürnberg - München - Simbach am Inn - Linz - Bécs - Pozsony - Budapest - Belgrád - Bukarest - Várna - Burgasz - Isztambul
- Észak-Dél-Paralel: Welthauptstadt Germania (Berlin) - Drezda - Aussig - Prága - Iglau - Znaim - Bécs - Trieszt - Róma
- Kelet-Nyugat 2: München - Augsburg - Stuttgart - Karlsruhe - Metz - Reims - Párizs - Marseille - Spanyolország